# Höllviken

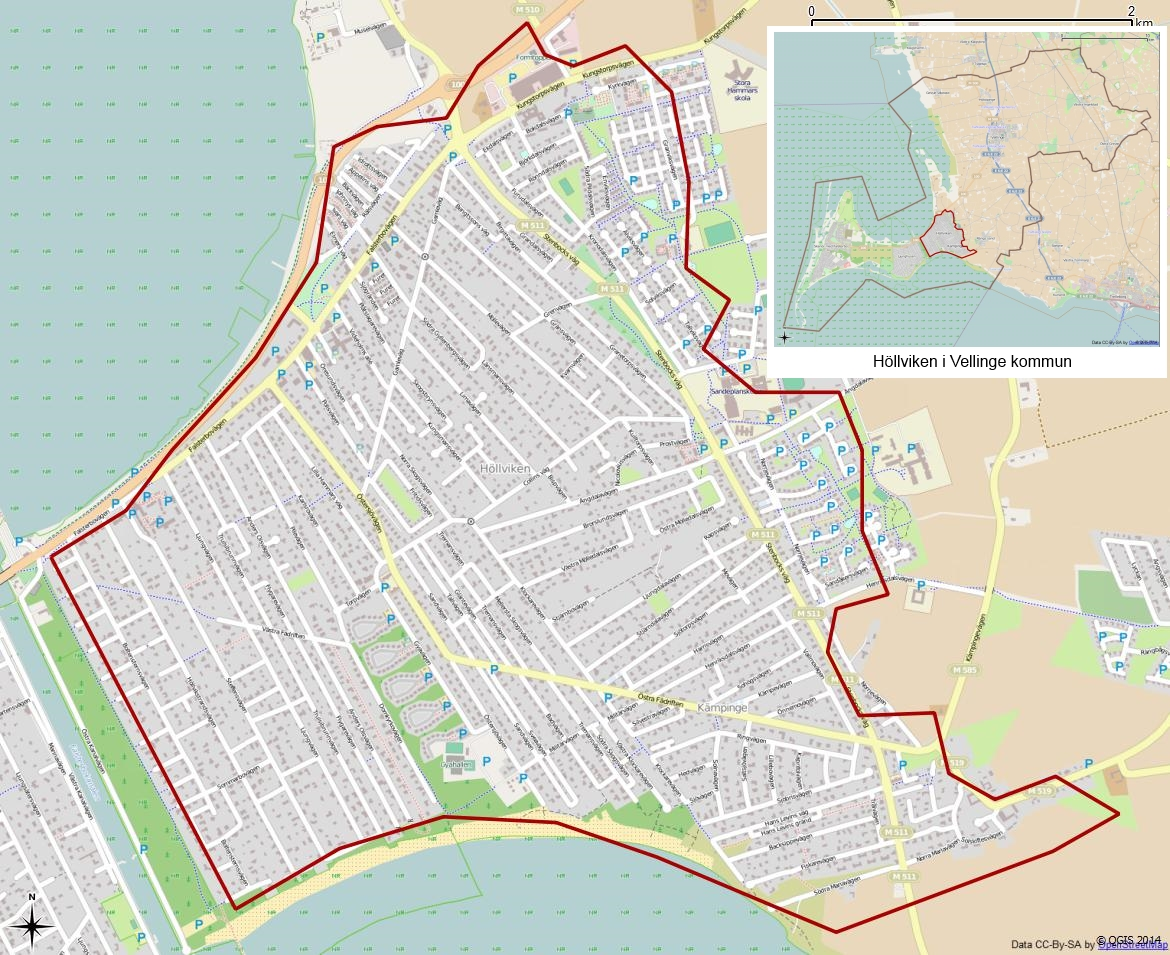
Tätorten Höllvikens avgränsning 1990.

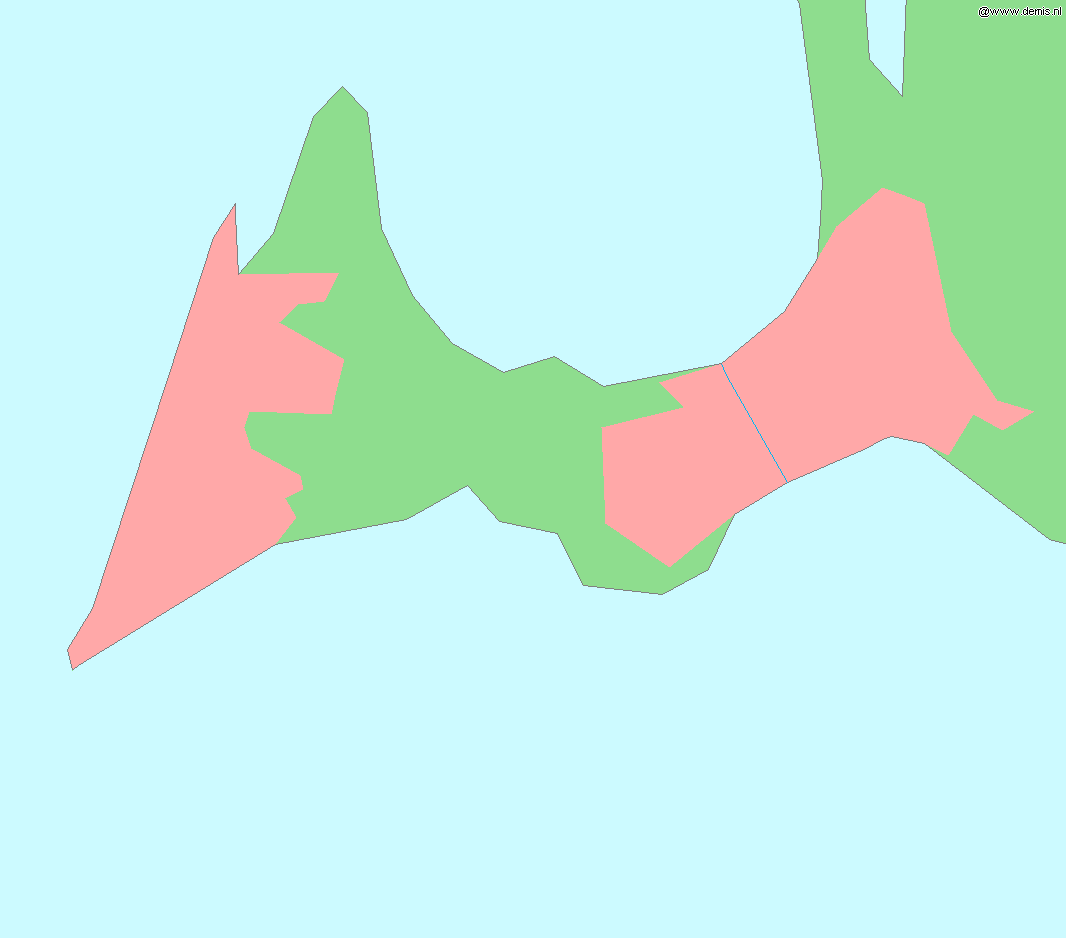
Karta över Falsterbohalvön. Höllviken är tätorten öster om Falsterbokanalen som delar den tätbebyggda delen till höger i bilden. Väst om kanalen ligger den separata tätorten Ljunghusen.

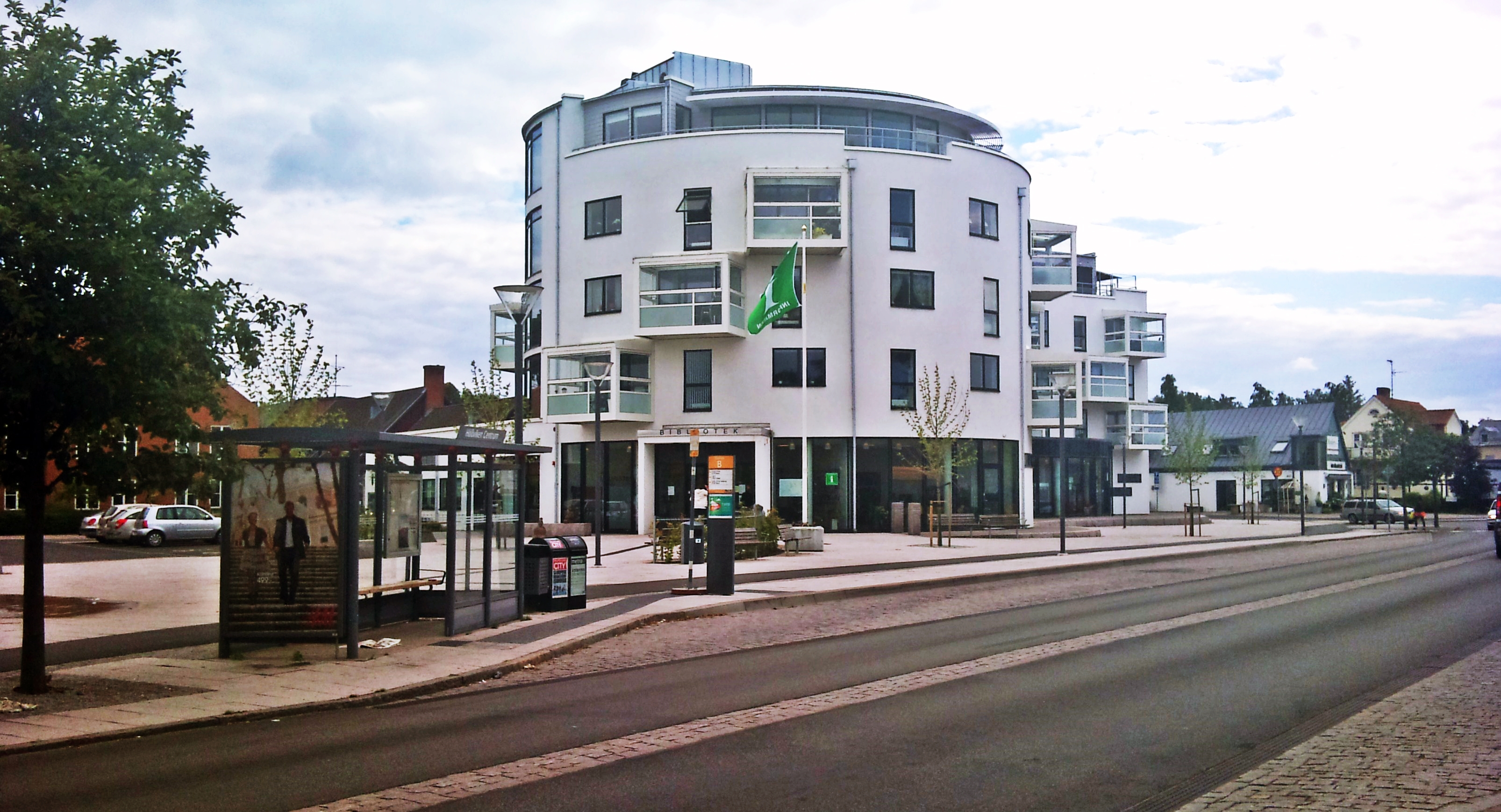
Höllvikens centrum med turistbyrå och bibliotek.

Höllviken är en ort i Vellinge kommun i Skåne län. Före 2015 utgjorde Höllviken en separat tätort, vilket även gällde bebyggelsen belägen väster om kanalen, Ljunghusen. 2015 klassades bebyggelse i de två orterna som en gemensam tätort med namnet Höllviken och Ljunghusen.
Höllviken är belägen från slättlandet öster om Falsterbonäset fram till Falsterbokanalen. I sydöst gränsar egentliga Höllviken mot ortsdelen Kämpinge, i väster mot tätorten Ljunghusen som tar vid på andra sidan kanalen, i norr mot viken Höllviken, som är en del av Öresund, och i söder mot Kämpingebukten, som är en del av Östersjön. Den kilometerlånga sandstranden som sträcker sig längs Kämpingebukten är en del av ett trettio hektar stort naturreservat.

## Ortnamnet
Namnet är taget från bukten nordväst om orten, med namn Höllviken. Orten fick 1944 av Posten beteckningen "Höllviksnäs", för att undvika sammanblandning med Hörvik. Detta vann dock aldrig popularitet, vilket ledde till att ortens namnskyltar ändrades tillbaka till det muntligt använda "Höllviken" igen under slutet av 1990-talet.

## Historia

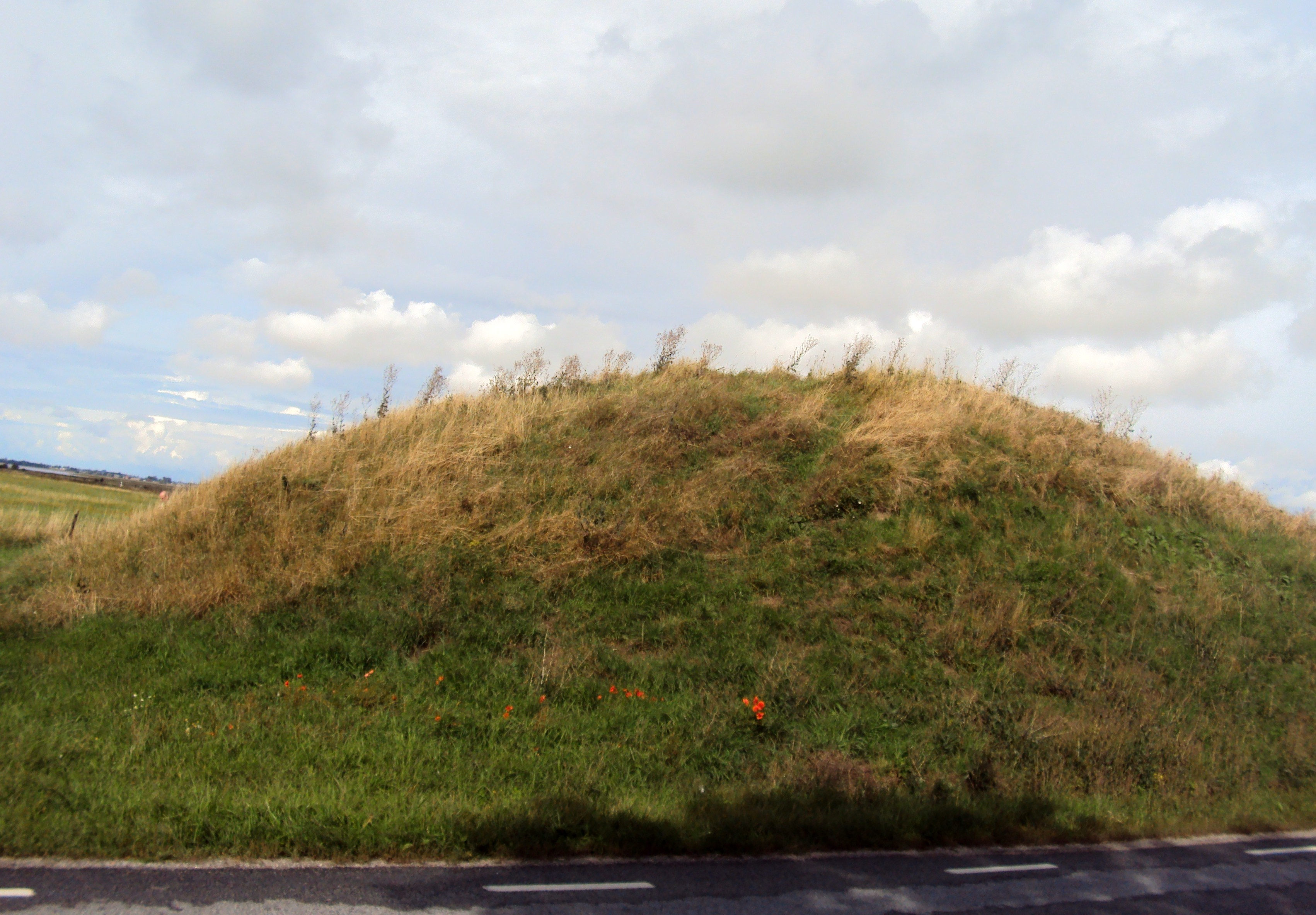
Kungshögen i Höllviken.

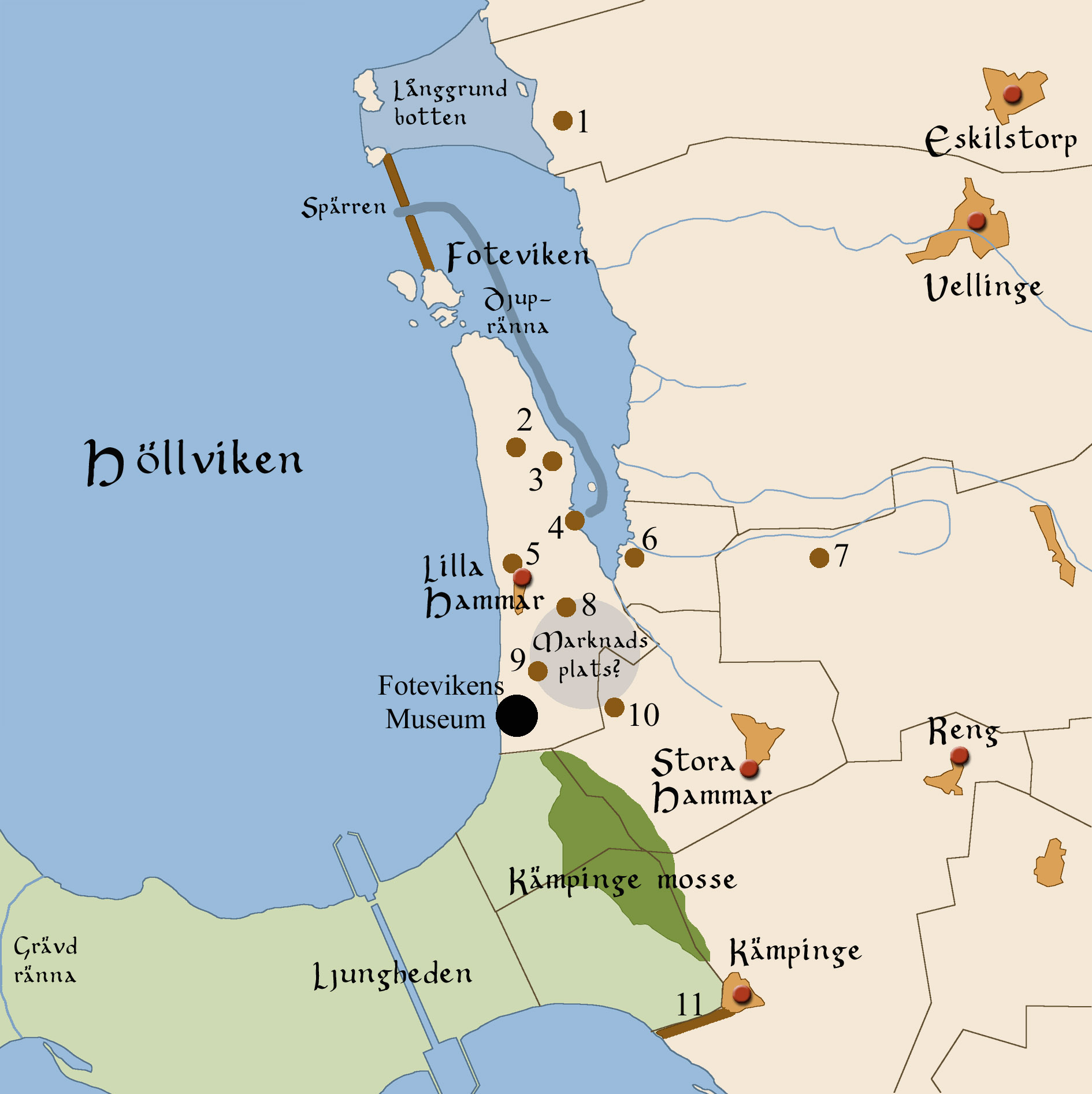
Karta över Foteviken.

Kungshögen i Höllviken är en gravhög från bronsåldern. Den ligger vid Foteviken, som är en havsvik i anslutning till Höllviken. Bronsåldershögen har kallats "Kungshögen" och den är 2 meter i diameter och fem meter hög. År 1890 undersöktes högen av professor Oscar Montelius. Montelius hittade fem gravar i högen. Den yngsta graven, en skelettgrav från vikingatiden, fanns i övre delen av högen. En annan yngre bronsåldersgrav var anlagd under ett litet stenröse som lagts på den forntida marknivån. Tre gravar var nedgrävda under själva högen.
I Höllviken finns även Fotevikens Museum, som är ett arkeologiskt friluftsmuseum. Histoien bakom museet startade 1981. Då undersöktes fem sänkta vikingaskepp i den undervattensspärr, (Foteviksspärren), som finns i mynningen av Foteviken där denna når ut i Höllviken.
Fram till år 1900 fanns på fastlandet öster om Höllviken och nordväst om Trelleborg fiskeläget Kämpinge, byarna Stora Hammar, Lilla Hammar och Fotevik samt väster om, ute på Falsterbonäset, staden Skanör med Falsterbo. I samband med anläggandet av järnvägen från Vellinge till Skanör med Falsterbo öppnades möjligheten för att exploatera Falsterbonäset i stort. Området exploaterades inledningsvis för sommarboende, vilket dock inte var planerat. Höllviken hade inte ens en egen station på järnvägslinjen. Dock tillkom i efterhand, år 1910, en hållplats på järnvägslinjen i Höllviken. Genom hållplatsen kunde sommarboende med tåg ta sig till sina sommarstugor från i första hand Malmö. Exploateringen med sommarboende var förhållandevis gles i syfte att bevara miljön med tallskog. Husen uppfördes i gläntor omgärdade av tallar. Vägarna var grusvägar, med i många fall mer sand än grus.
Från 1922 till [andra världskriget]] låg Ljungsäters sjukhus för 110 patienter mellan Höllviken och Ljunghusen, just där Falsterbokanalen byggdes 1940. Sanatoriets tuberkulos-patienter behandlades med sol och frisk luft vid Östersjöns strand.
Under andra världskriget byggdes Falsterbokanalen tvärs över Falsterbonäset, vilket bland annat ledde till att viss bebyggelse fick rivas. Kanalen fick sin sträckning genom näsets smalaste del, mellan Höllviken - som hamnade på fastlandssidan - och Ljunghusen, som då hamnade på andra sidan kanalen.
Genom Höllviken passerade fram till augusti 1971 järnvägen Falsterbobanan. Inom det område som i dag har postadress Höllviken fanns fyra stationer: Kungstorp, Foteviken, Höllviksnäs (nuvarande ortnamn Höllviken) samt Ljunghusen.
De fristående orterna Ljunghusen (sedan 1975), Kämpinge, Rängs sand och Räng m.fl. mindre byar har under hela efterkrigstiden ingått i postadressen Höllviken. Likaledes innefattas alla dessa orter i samma församling, Höllvikens församling (Höllvikens församling är en sammanslagning av de tidigare församlingarna Räng och Stora Hammar). Ljunghusen, Kämpinge och Räng m.fl. har fortfarande egna ortsskyltar.
Under 1950-talet, genom i första hand byggandet av Kronodal, inleddes i större skala den permanenta inflyttningen till orten, vilken på 1960-, 70- och 80-talen fortsatte med Granvik och Sandeplan. Detta, i kombination med inledande konvertering av sommarstugor till permanent boende och delning av befintliga tomter i mindre enheter, har lett till kraftigt ökad inflyttning från slutet av 1960-talet och framåt. Under 1980- och 90-talen har den mest signifikanta exploateringen varit rivandet av sommarstugor och en förtätning av bebyggelsen.

### Befolkningsutveckling
| Befolkningsutvecklingen i Höllviken/Höllviken och Ljunghusen 1960–2020                                  | Befolkningsutvecklingen i Höllviken/Höllviken och Ljunghusen 1960–2020 | Befolkningsutvecklingen i Höllviken/Höllviken och Ljunghusen 1960–2020 | Befolkningsutvecklingen i Höllviken/Höllviken och Ljunghusen 1960–2020 | Befolkningsutvecklingen i Höllviken/Höllviken och Ljunghusen 1960–2020 |
| --- | ---------------------------------------------------------------------- | ---------------------------------------------------------------------- | ---------------------------------------------------------------------- | ---------------------------------------------------------------------- |
| |                                                                        |                                                                        |                                                                        |                                                                        |
| År |                                                                        |                                                                        | Folkmängd                                                              | Areal (ha)                                                             |
| 1960 | 1960                                                                   |                                                                        | 596                                                                    |                                                                        |
| 1965 | 1965                                                                   |                                                                        | 1 593                                                                  |                                                                        |
| 1970 | 1970                                                                   |                                                                        | 3 066                                                                  |                                                                        |
| 1975 | 1975                                                                   |                                                                        | 6 015                                                                  |                                                                        |
| 1980 | 1980                                                                   |                                                                        | 5 813                                                                  |                                                                        |
| 1990 | 1990                                                                   |                                                                        | 8 136                                                                  | 634                                                                    |
| 1995 | 1995                                                                   |                                                                        | 8 709                                                                  | 636                                                                    |
| 2000 | 2000                                                                   |                                                                        | 9 387                                                                  | 638                                                                    |
| 2005 | 2005                                                                   |                                                                        | 10 014                                                                 | 644                                                                    |
| 2010 | 2010                                                                   |                                                                        | 10 607                                                                 | 654                                                                    |
| 2015 | 2015                                                                   |                                                                        | 14 889                                                                 | 1 301                                                                  |
| 2020 | 2020                                                                   |                                                                        | 15 598                                                                 | 1 288                                                                  |
| Anm.: Namnändring 1990 från Höllviksnäs till Höllviken. Sammanvuxen med Ljunghusen och Rängs sand 2015. |                                                                        |                                                                        |                                                                        |                                                                        |

## Samhället

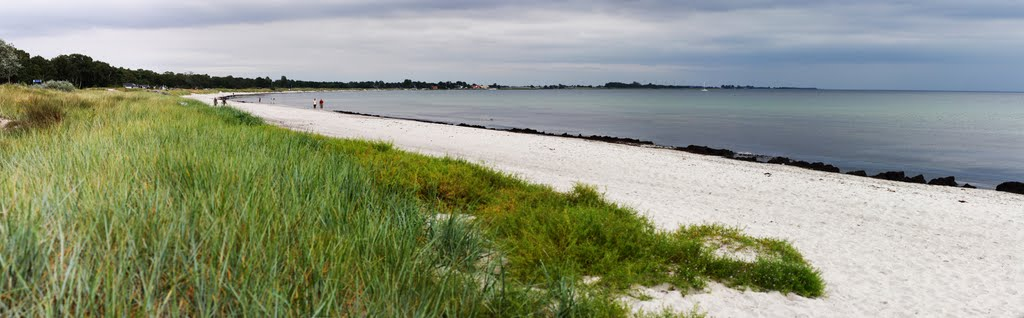
Den vita sandstranden utgör Höllvikens södra kust mot Kämpingebukten.

Tätorten består av ortsdelarna Ljunghusen, Kämpinge, Gya, Furet, Sandeplan, Kronodal, Granvik och Kanalgatorna. Ortsdelarna väster om Stenbocks väg är geografiskt belägna på basen till Falsterbonäsets halvö. 

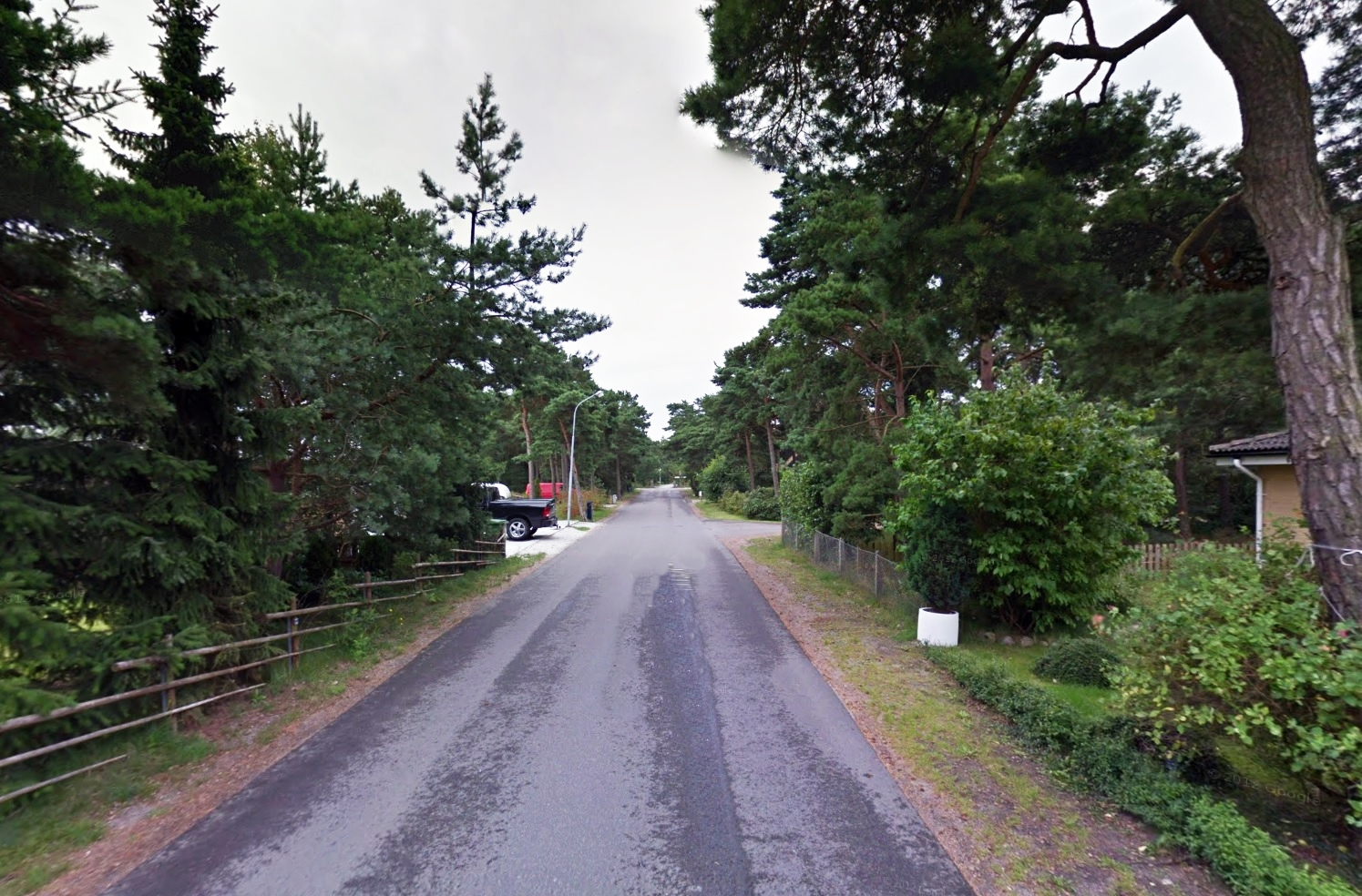
Villabebyggelse inbäddad i tallskog längs Boltensternsvägen.

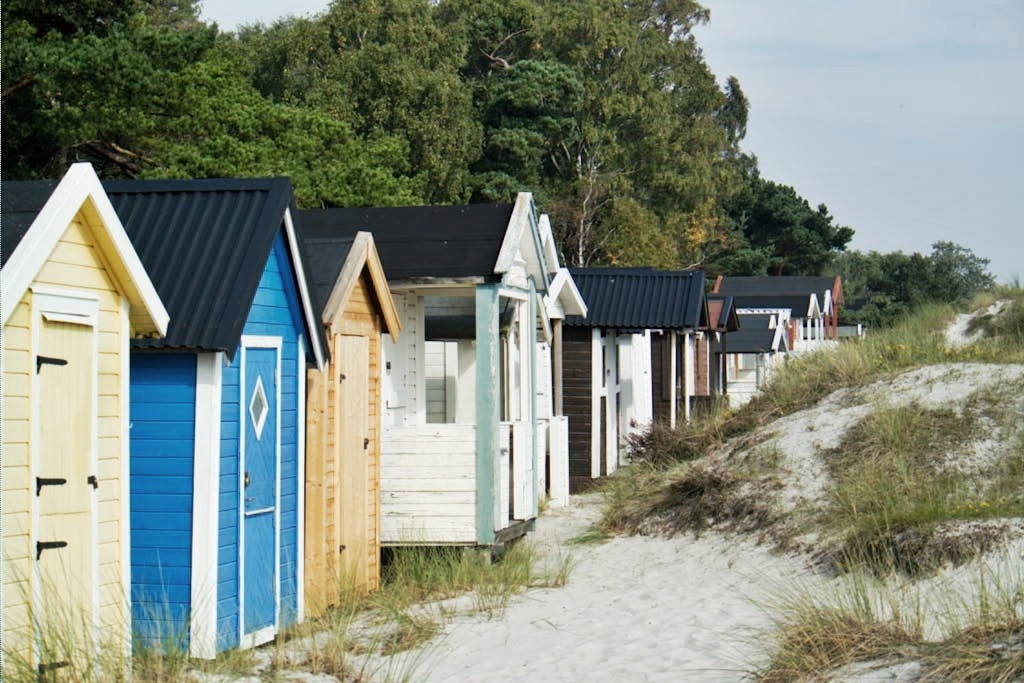
Karaktäristiska badhytter längs sandstranden vid Kämpingebukten.

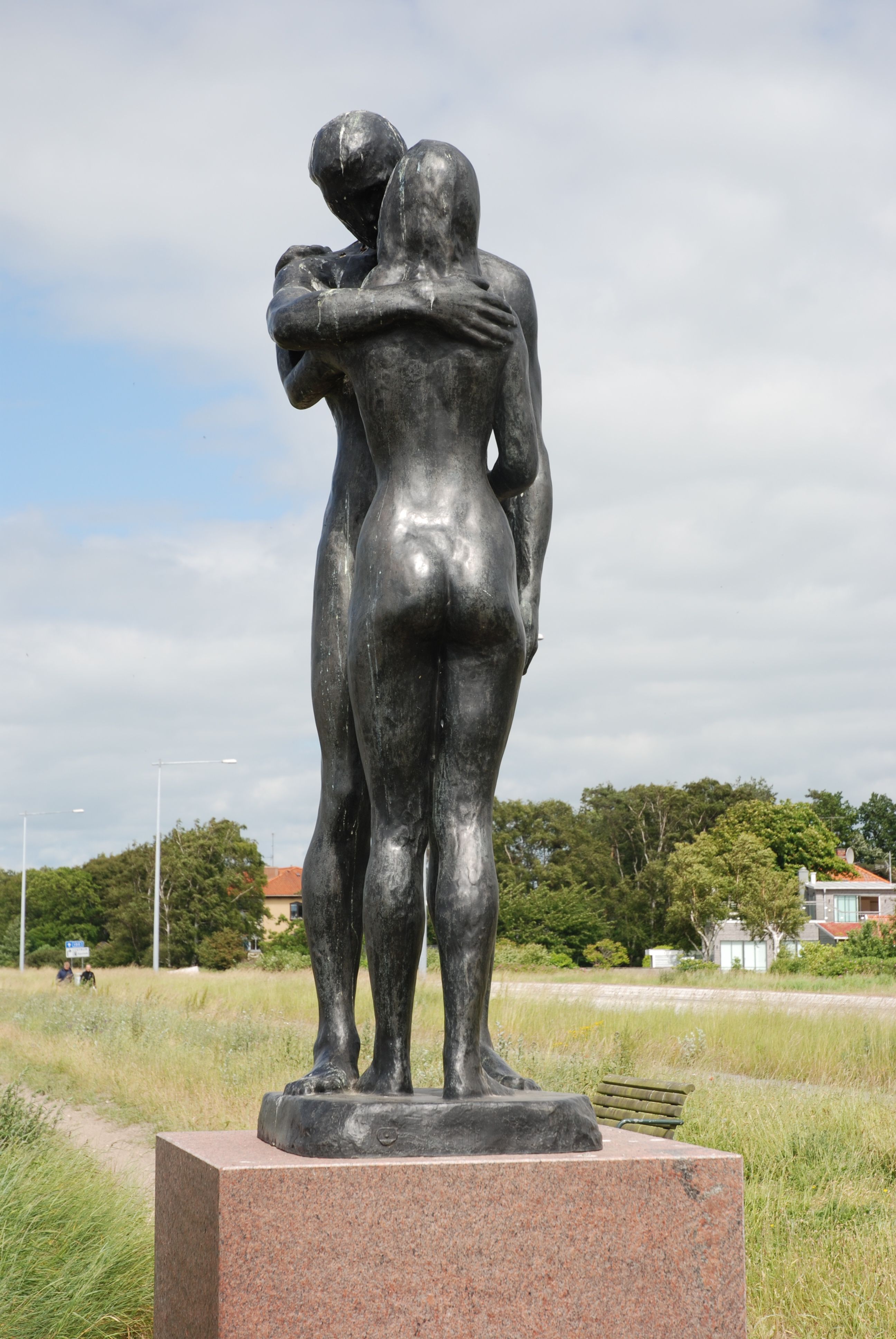
Les deux arbres (Två träd) från 1990 av skulptören Gudmar Olovson, Höllvikens skulpturpark.

Höllviken består i huvudsak av villabebyggelse inbäddad i tallskog. I centrum finns emellertid en blandning av en- och flerfamiljshus. De östra delarna saknar tallskog och består till största delen av på 1970-talet projekterade typhus.  Höllviken utvidgas kontinuerligt österut vid Toppengallerian och runt Stora Hammars skola där flera rad- och flervåningshus växer fram på tidigare åker- och betesmark.
Höllvikens skulpturpark ligger sedan juni 2008 i Höllviken. Det är ett friluftsmuseum som även går under namnet Falsterbonäs Open Air Museum. Hölllvikens skulpturpark är baserad på en deposition av skulpturer av Allan och Bo Hjelts stiftelse till Vellinge kommun. Sex bronsskulpturer, varav fem av Gudmar Olovson, är uppsatta utefter Hjeltska promenaden, gångstigen mellan Falsterbonäsets norra strand och länsväg 100. 
Ett antal restauranger och butiker har etablerats i centrum, vilka har många besökare främst under sommaren då kommunen är ett välbesökt turistmål. Ett tidigare nöjesetablissemang var den på 1980-talet nerbrunna dansbanan Nyckelhålet.
Liksom vid stränderna i Skanör med Falsterbo och i Ljunghusen har badhytter uppförts längs stranden vid Kämpingebukten. Idag ges inte längre tillstånd att uppföra nya och de som redan finns ska helst placeras bakom sanddynerna.

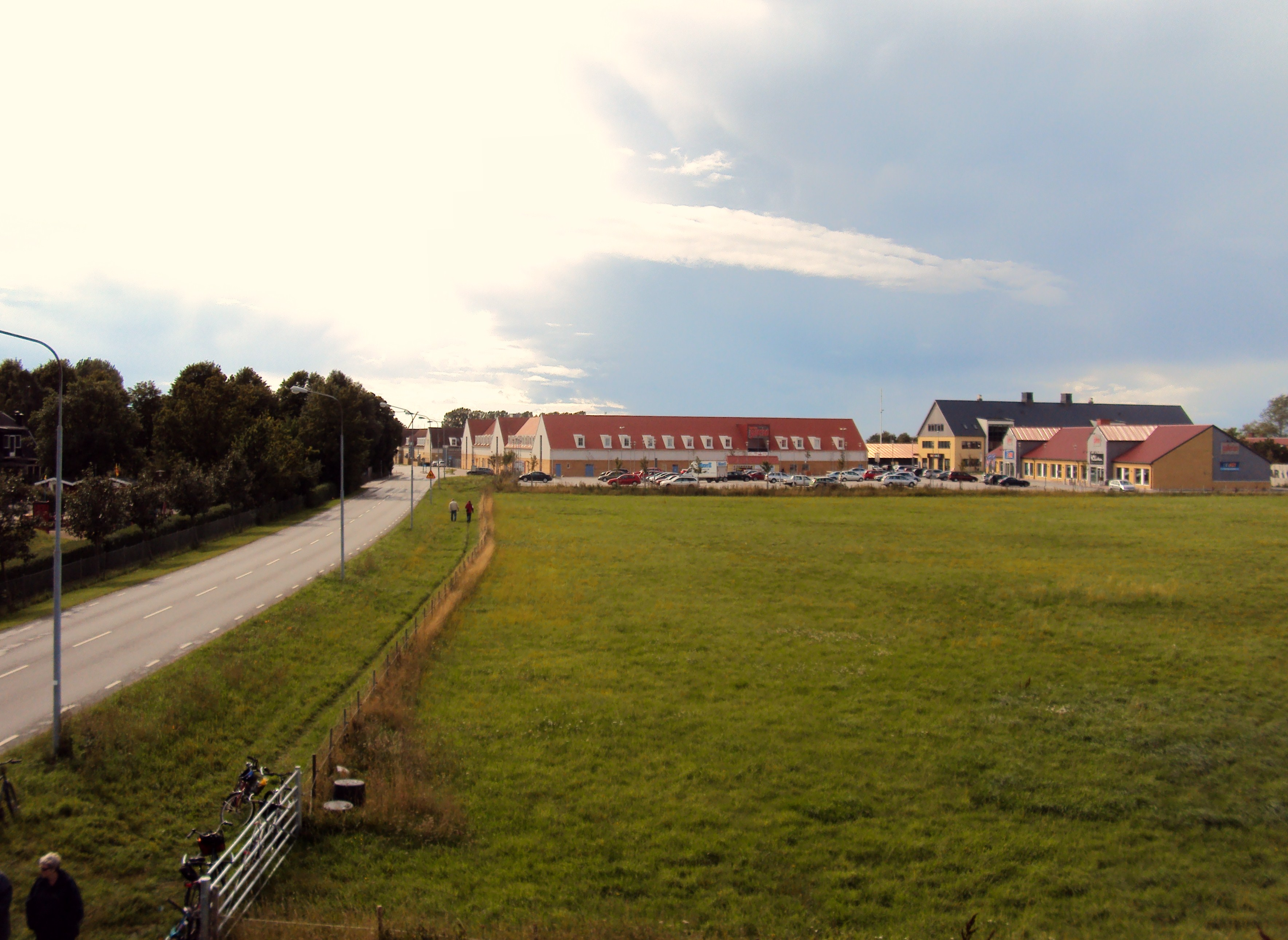
Vy över Toppengallerian.

Toppengallerian är Höllvikens och Vellinge kommuns enda köpcentrum. Det invigdes i oktober 2005 och hyser främst livsmedelsbutiken Toppen, en Kvantumbutik i ICA-kedjan. I köpcentrumet finns kommunens enda biograf vid namn Biohuset, samt enda hamburgerrestaurang. Där finns även bokhandel, apotek, flera klädaffärer, elektronikaffär, parfymeri, blomsterbutik och systembolag.
I Höllviken finns fyra grundskolor: Sandeplanskolan, Stora Hammars skola, friskolan Ängdalaskolan och Ljungenskolan i Ljunghusen.

## Kommunikationer
Med fyra busshållplatser har Höllviken förbindelser med Malmö via linjerna Skånnexpressen 15 och 300. Busslinje 181 går till Trelleborg via Skegrie och i andra riktningen mot Vellinge. Buss linje 103 går till Lund ideon gateway utan att stanna i Malmö och den går mest i rusningstid (måndag till fredag) men  en enstaka tur under dagen i båda riktningarna. Vidare finns en lokal ringbusslinje 152 med sträckning Höllviken Henriks hage–Kämpinge-Stenbocks väg*–Höllviken Gya-–Höllvikens Centrum-Höllviken östra Halörsvägen- Höllviken Stora hammarsplan.
*(Med ortsdelarna Sandeplan och Granvik trafikerar nummera linje 181)

## Idrott

### Cykel
Höllviken har en cykelklubb, Höllviken CK, bildad våren 2012. Klubben har en tävlingssektion och bedriver även ungdomsverksamhet.

### Gymnastik
I orten finns Kämpinge gymnastikförening som bland annat utmärkt sig inom hopprep och bland annat arrangerat EM i hopprep 2009 och VM 2016.

### Fotboll
Höllviken har 4 fotbollsföreningar, BK Höllviken, FC Höllviken, Näsets FF och Höllvikens DFF. Det är dock bara BK Höllviken som har en ungdomssektion. BK Höllviken bildades 2011 av att Höllvikens GIF och BK Näset slogs ihop. BK Höllvikens A-Lag är BK Näsets före detta A-Lag och FC Höllviken är Höllvikens GIF:s före detta A-Lag. BK Höllviken spelar i Division 4, FC Höllviken i Division 1 och Näsets FF i Division 6[när?]. FC Höllviken har beslutat sig för att lägga ner sin verksamhet efter att ha åkt ner i Division 2.

### Tennis
Det finns ett stort intresse för tennis i Höllviken. I tennishallen finns tre inomhusbanor och vid byggnaden även fem utebanor.

### Badminton
I Gyahallen finns det två lokaler för badminton. Träning och tävlingar arrangeras av Höllvikens Badmintonklubb.

### Sportflygning
Öster om Kämpinge by ligger Söderslätts flygklubb.

### Vattensport
Vid Kämpingestrandens östra ände finns Kämpinge vattensportklubb. Klubben har utrustning för vattenskidåkning, paddelboard och vindsurfing. Klubben firade sommaren 2012 50-årsjubileum.

### Innebandy
Höllvikens Innebandyförening spelar säsongen 2017/18 i den Svenska Superligan (SSL). På bara några år har de klättrat upp från division 4 till Sveriges bästa serie.

### Segling
Vid Falsterbokanalen finns två verksamheter som äger segelbåtar för sportsegling, de är Falsterbokanalens Båtklubb och de lokala Sjöscouterna. Båda dessa verksamheter arrangerar tävlingar och träningar med olika typer av jollar, flest optimistjollar. 

## Personer från orten
- Maria Bengtsson - operasångerska
- Catarina Lindqvist - tennisspelare
- Mats Näslund - ishockeyspelare
- Mikael Pernfors - tennisspelare
- Percy Nilsson - byggherre
- Roger Nordström - ishockeyspelare